# Вісьнев-Кольонія
Вісьнев-Кольонія (пол. Wiśniew-Kolonia) — село в Польщі, у гміні Вішнев Седлецького повіту Мазовецького воєводства.
Населення — 287 осіб (2011).
У 1975-1998 роках село належало до Седлецького воєводства.

## Демографія
Демографічна структура станом на 31 березня 2011 року:
|          | Загалом | Допрацездатний вік | Працездатний вік | Постпрацездатний вік |
| -------- | ------- | ------------------ | ---------------- | -------------------- |
| Чоловіки | 140     | 29                 | 95               | 16                   |
| Жінки    | 147     | 37                 | 85               | 25                   |
| Разом    | 287     | 66                 | 180              | 41                   |